# 宗嘎一号隧道
宗嘎一号隧道，建设时又名盆因拉隧道，是拉日铁路的一条隧道。隧道位于中国西藏自治区仁布县的泽朗曲右岸雅鲁藏布江二级阶地，进口位于泽朗曲沟西岸冲洪积台地，出口位于雅鲁藏布江北岸宗嘎村后，海拔高度3850米，全长10410米，是中国首座高原万米铁路特长隧道，也是拉日铁路全线最长的隧道。隧道是拉日铁路的控制性工程，于2011年3月21日开工建设。开挖过程中，工程克服了大型断裂构造、岩爆、涌水等地质困难和高原缺氧的难题。2013年5月25日，隧道全线贯通。2014年8月16日，隧道随拉日铁路开通运营。